# 库伦镇
库伦镇，是中国内蒙古自治区通辽市库伦旗下辖的一个镇，是该旗的旗治。
全镇总面积610655亩，有蒙古族、汉族、满族、朝鲜族、达斡尔族、苗族、锡伯族等11个民族共47716人。

## 行政区划
库伦镇辖以下地区：
皂户沁社区、阿其玛社区、清真社区、乌珠穆沁社区、风水山社区、福缘社区、养畜牧社区、振兴社区、山水人家社区、下养畜牧东嘎查、下养畜牧西嘎查、朱占艾里嘎查、毛敦艾里嘎查、乌和林稿勒嘎查、哈尔额日格嘎查、库伦沟嘎查、额尔根希泊嘎查、塔本格尔嘎查、白庙子嘎查、老虎洞嘎查、扎白营子嘎查、察哈仁稿勒嘎查、固日班白嘎查、北元宝山嘎查、西皂户沁嘎查、东皂户沁嘎查、哈图塔拉嘎查、哈尔稿嘎查、满斯嘎查、好来稿勒嘎查、来斯嘎查、温都润白兴嘎查、东树嘎查、道老都嘎查、上养畜牧嘎查、沙巴尔台嘎查、哈图敖力木嘎查、宰曾图嘎查、哈旦艾里嘎查、喇嘛苏鲁克嘎查、宝古台嘎查、马杖房嘎查、固日班格尔嘎查、干沟子嘎查、塔林白兴嘎查、下扣河子嘎查、上乌兰胡绍嘎查、下希泊嘎查、后协力花嘎查、哈拉胡绍嘎查、敖伦嘎查、团结村、西沟村、南元宝山村、安家窑村、马家洼子村、奈林稿村、马尼图村、瓦房牧场村、前乌力布格村、后乌力布格村、东洼子村、下乌兰胡绍村和前协力花村。